# Proprioseiopsis tropicanus
Proprioseiopsis tropicanus är en spindeldjursart som först beskrevs av Garman 1958.  Proprioseiopsis tropicanus ingår i släktet Proprioseiopsis och familjen Phytoseiidae. Inga underarter finns listade i Catalogue of Life.